# GDP-グルコシダーゼ
GDP-グルコシダーゼ(GDP-glucosidase、EC 3.2.1.42)は、以下の化学反応を触媒する酵素である。
GDP-グルコース + 水 {\displaystyle \rightleftharpoons } D-グルコース + GDP
従って、この酵素の基質はGDP-グルコースと水の2つ、生成物はD-グルコースとGDPの2つである。
この酵素は加水分解酵素、特にO-及びS-グリコシル化合物を分解するグリコシダーゼに分類される。系統名は、GDP-グルコース　グルコヒドロラーゼ(GDP-glucose glucohydrolase)である。グアノシンジホスホグルコシダーゼ(guanosine diphosphoglucosidase)等とも呼ばれる。